# La Lutte héroïque
Pour plus de détails, voir Fiche technique et Distribution.
La Lutte héroïque (en allemand : Robert Koch, der Bekämpfer des Todes ; Robert Koch, le combattant de la Mort en français) est un film allemand réalisé par Hans Steinhoff, sorti en 1939.
Il s'agit d'un film de propagande nazie, prenant pour prétexte une biographie du biologiste Robert Koch, découvreur du bacille de la tuberculose.

## Synopsis
Un jeune médecin de campagne, le Dr Robert Koch, est désespéré de voir une épidémie de tuberculose emporter la vie de nombreux enfants dans son secteur. Déjà un enfant sur quatre est atteint par cette maladie insidieuse, et les parents doivent veiller sur ces enfants agonisants. Depuis des années, Koch recherche fébrilement l'agent infectieux de la tuberculose.
Son travail suscite chez ses collègues l'envie et le rejet. On le considère comme un charlatan, un fabulateur, qui par ses suppositions et ses enquêtes fait fausse route. Les envieux sont un soi-disant guérisseur gourou d'une secte ou des professeurs blessés dans leur honneur comme le célèbre médecin Rudolf Virchow qui est aussi un homme politique. Ce membre influent du parlement conteste fortement l'hypothèse de Koch, selon laquelle l'agent de la tuberculose est un bacille.
Les intrigues et les calomnies gênent l'inlassable fougue de Koch, mais ne l'arrêtent pas. Un jour, le jeune médecin est en mesure de prouver ses suppositions. Le ministère de la Santé l'invite à Berlin pour poursuivre ses études tranquillement et lui offrir les ressources financières nécessaires. Mais même après l'arrivée de Koch dans la capitale, la méchanceté ne s'arrête pas.

## Fiche technique
- Titre : La Lutte héroïque
- Titre original : Robert Koch, der Bekämpfer des Todes
- Réalisation : Hans Steinhoff, assisté de Rudolf Hilberg
- Scénario : C.H. Diller, Walter Wassermann
- Musique : Wolfgang Zeller
- Direction artistique : Emil Hasler, Fritz Lück (de), Heinrich Weidemann (de)
- Costumes : Arno Richter
- Photographie : Fritz Arno Wagner
- Montage : Martha Dübber (de)
- Production : Emil Jannings
- Sociétés de production : Tobis Film
- Société de distribution : Tobis Film
- Pays d'origine :  Reich allemand
- Langue : allemand
- Format : Noir et blanc - 1,37:1 - Mono - 35 mm
- Genre : Biographie, Propagande
- Durée : 113 minutes
- Dates de sortie :
  - Troisième Reich : 26 septembre 1939.
  - États-Unis : 24 novembre 1939.
  - France : 21 novembre 1940.

## Distribution
- Emil Jannings : Dr Robert Koch
- Werner Krauss : Dr Rudolf Virchow
- Viktoria von Ballasko : Sœur Else
- Raimund Schelcher : Dr Fritz von Hartwig, l'assistant de Koch
- Theodor Loos : Dr Georg Gaffky (de)
- Otto Graf : Dr Friedrich Loeffler
- Hildegard Grethe : Emmy Koch
- Peter Elsholtz : Dr Karl Wetzel, le secrétaire de Virchow
- Josef Sieber : le garde forestier Göhrke
- Hilde Körber : Mme Göhrke
- Bernhard Minetti : Le porte-parole du guérisseur
- Paul Bildt : Baron von Kossin, le parlementaire
- Elisabeth Flickenschildt : son épouse
- Paul Dahlke : un professeur
- Rolf Prasch (de) : l'empereur Guillaume Ier d'Allemagne
- Paul Otto : Le conseiller municipal von Hartwig
- Rudolf Klein-Rogge : le comptable
- Walter Werner (de) : Stübecke, un membre de cabinet
- Jakob Tiedtke : Michalke, un membre de cabinet
- Friedrich Otto Fischer : Otto von Bismarck
- Karl Haubenreißer : Le directeur de la Charité
- Eduard von Winterstein : Prof. Ernst von Bergmann
- Lucie Höflich : Mme Paul, une patiente de Koch
- Bernhard Goetzke : Neschmann, un patient de Koch
- Gertrud Wolle (de) : La gouvernante
- Karl Hannemann (de) : Le berger
- Karl Platen : M. Kruhlke
- Leopold von Ledebur : Un parlementaire
- Josef Reithofer : Le médecin premier assistant de Virchow
- Werner Pledath (de) : Chercheur de l'institut de pathologie
- Franz Stein (de) : Chercheur de l'institut de pathologie
- Klaus Pohl : Chercheur de l'institut de pathologie
- Paul Rehkopf : Chercheur de l'institut de pathologie
- Robert Forsch (de) : Chercheur de l'institut de pathologie
- Hubert von Meyerinck : Un Fähnrich
- Werner Schott : Un médecin
- Ernst Dernburg : Membre de la faculté de Berlin
- Erich Dunskus : Membre de la faculté de Berlin
- Carl Jönsson (de) : Membre de la faculté de Berlin
- Willy Kaiser-Heyl (de) : Membre de la faculté de Berlin
- Philipp Manning (de) : Membre de la faculté de Berlin
- Egon Vogel (de) : Membre de la faculté de Berlin

## Autour du film
Le tournage a lieu du 20 mars 1939 à juin 1939. Il s'inspire du roman Robert Koch, Roman eines großen Lebens ("Robert Koch, le roman d'une grande vie") de Hellmuth Unger.
Les deux grandes stars du cinéma des années 1920, Emil Jannings et Werner Krauss, se retrouvent pour la première fois dans un film parlant.
La section nazie pour la culture apprécie grandement le film. Le film reçoit le Grand Prix de la Biennale de Venise en 1939. Largement soutenu, il obtient un grand succès mais de courte durée en raison de l'invasion de la Pologne le 1er septembre 1939.
Des réalisateurs tels que Marcel L'Herbier, Marcel Carné, Georges Lacombe, Henri Decoin, Serge de Poligny, Léo Joannon et Christian-Jaque ont assisté à la première du film à Paris le 21 novembre 1940

## Article annexe
- Liste des longs métrages allemands créés sous le nazisme

## Source de la traduction
- (de) Cet article est partiellement ou en totalité issu de l’article de Wikipédia en allemand intitulé « Robert Koch, der Bekämpfer des Todes » (voir la liste des auteurs).